# Пиготт-Смит, Тим
Ти́моти Пи́тер «Тим» Пи́готт-Смит (англ. Timothy Peter Pigott-Smith; 13 мая 1946, Рагби, Уорикшир — 7 апреля 2017, Нортгемптон, Нортгемптоншир) — английский актёр кино и телевидения.

## Биография
Его карьера началась в 1971 году, когда он исполнил небольшую роль в эпизоде «Когти аксонов» телесериала «Доктор Кто». До 1984 года исполнял небольшие роли. Успех и премию BAFTA TV Пиготт-Смиту принесла одна из главных ролей в мини-сериале «Сокровища короны». Дважды за свою карьеру актёр снялся в экранизации романа Элизабет Гаскелл «Север и Юг»: в 1985 году — в роли Фредерика Хейла и в 2004 году — в роли его отца Ричарда Хейла. Более поздние работы Пиготт-Смита на телевидении включают телесериалы «Льюис», «Аббатство Даунтон» и «Война Фойла». Последней работой актёра стала экранизация пьесы Майка Бартлетта «Король Карл III», съемки которой проходили в октябре-ноябре 2016 года и до премьеры которой он не дожил всего месяц.
Пигот-Смит активно снимался в кино. В его фильмографию входят такие картины, как «Александр», «Четыре пера», «V — значит вендетта», «Алиса в стране чудес», «Восхождение Юпитер» и многие другие.

### Театр
В театре Тим Пиготт-Смит много играл в шекспировских пьесах и греческих трагедиях. Его дебют в Королевской шекспировской компании состоялся в 1974 году в трагедии «Цимбелин».
В 2009 году он играл роль Кеннета Лэя в пьесе «Enron» о скандале с банкротством этой энергетической компании. В 2014 году он сыграл роль Чарльза в пьесе «Король Карл III» в театрах Алмейда и Уиндхемс, а год спустя повторил её на Бродвее в театре Music Box. За свое исполнение Пиготт-Смит был номинирован на премию Лоренса Оливье и Тони в номинации «Лучший актер».

## Избранная фильмография
Полную фильмографию см. в английском разделе.
| Год  |    | Русское название     | Оригинальное название    | Роль                                    |
| ---- | -- | -------------------- | ------------------------ | --------------------------------------- |
| 1971 | с  | Доктор Кто           | Doctor Who               | капитан Харкер (эпизод «Когти аксонов») |
| 1976 | с  | Доктор Кто           | Doctor Who               | Марко (эпизод «Маска Мандрагоры»)       |
| 1981 | ф  | Битва титанов        | Clash of the Titans      | Фалло                                   |
| 1984 | с  | Сокровища короны     | The Jewel in the Crown   | Рональд Меррик                          |
| 1985 | с  | Север и Юг           | North and South          | Фредерик Хейл                           |
| 2002 | ф  | Четыре пера          | The Four Feathers        | отец Гарри                              |
| 2002 | ф  | Банды Нью-Йорка      | Gangs of New York        | министр-кальвинист                      |
| 2003 | ф  | Агент Джонни Инглиш  | Johnny English           | глава MI7 Пегас                         |
| 2004 | ф  | Александр            | Alexander                | чтец Омен                               |
| 2004 | с  | Север и Юг           | North & South            | Ричард Хейл                             |
| 2006 | ф  | V — значит вендетта  | V for Vendetta           | начальник службы безопасности Криди     |
| 2006 | с  | Пуаро Агаты Кристи   | Agatha Christie’s Poirot | доктор Лайонел Вудворд                  |
| 2008 | ф  | Квант милосердия     | Quantum of Solance       | Министр иностранных дел Великобритании  |
| 2010 | ф  | Алиса в стране чудес | Alice in Wonderland      | лорд Эскот                              |
| 2010 | с  | Война Фойла          | Foyle's War              | бригадный генерал Тимоти Уилсон         |
| 2013 | ф  | РЭД 2                | RED 2                    | глава МИ-6 Филипс                       |
| 2013 | с  | Аббатство Даунтон    | Downton Abbey            | сэр Филип Тэпселл                       |
| 2015 | ф  | Восхождение Юпитер   | Jupiter Ascending        | Малидиктес                              |
| 2015 | с  | Льюис                | Lewis                    | Джаспер Хаммонд                         |
| 2017 | тф | Король Карл III      | King Charles III         | король Карл III                         |

## Награды
Всего за месяц до смерти Тиму Пиготт-Смиту был пожалован титул офицера Ордена Британской Империи за заслуги в области театра.